# Força Nacional do Sistema Único de Saúde
A Força Nacional do Sistema Único de Saúde (FN-SUS) é um programa do governo federal brasileiro, instituído em 17 de novembro de 2011 pelo Decreto n.º 7.616/2011. Atua em desastres, epidemias, calamidade pública decretada pelo ente federativo afetado, assistência deficiente à população, que levem ao emprego urgente de medidas de prevenção, controle e contenção de riscos, danos e agravos à saúde pública. A sua intervenção tem início a partir de uma declaração de Emergência em Saúde Pública de Importância Nacional (ESPIN), por meio de ato do ministro de Estado da Saúde.

## Formação e competência
A FN-SUS é formada por equipes de profissionais que atuam na resposta às situações de emergência, em conjunto com as demais esferas de governo e instituições envolvidas. É um programa de cooperação, gerido pelo Ministério da Saúde, cujo objetivo é a execução de medidas de prevenção, assistência e contenção em emergências em saúde pública, trabalhando de modo integrado com a direção estadual, distrital e municipal do SUS, na assistência à população. O Ministério da Saúde pode convocar a FN-SUS para integrar ações humanitárias e também em resposta internacional coordenada, quando solicitado. Para a mobilização da FN-SUS, o ministro da Saúde deve declarar formalmente uma Emergência em Saúde Pública de Importância Nacional (ESPIN), em situações como desastres, sendo eles naturais ou não, risco de reintrodução de doenças erradicadas no país, surtos, epidemias de alta gravidade, falta de assistência à população ou quando estados e municípios decretam situação de calamidade pública e não conseguem ofertar assistência à população.

## Acionamento
Para acionar a Força Nacional do SUS, o município ou estado deve decretar uma situação de emergência, calamidade ou desassistência e solicitar o apoio do Ministério da Saúde. A FN-SUS apoia o território afetado fornecendo orientações técnicas, realizando ações de busca ativa e monitoramento de pacientes, atendimentos médicos, distribuição de medicamentos e auxiliando na reconstrução da rede de atenção à saúde local, conforme o nível de resposta exigido pela situação.
A Força Nacional poderá ser convocada pelo Ministro de Estado da Saúde nas seguintes situações: em caso de declaração de ESPIN; por solicitação do Comitê Gestor da FN-SUS; por solicitação dos entes Federados; e para integrar ações humanitárias e respostas internacionais coordenadas, quando solicitadas pela Secretaria de Vigilância em Saúde (SVS) e/ou Secretaria de Atenção à Saúde (SAS).

### Níveis de resposta
Os níveis de resposta são 4, sendo o primeiro uma missão para reconhecimento e o restante com ações coordenadas após o reconhecimento da calamidade e sua situação, são estes:
- Missão Exploratória: A primeira equipe do Ministério da Saúde a chegar ao local realiza a avaliação dos danos e o diagnóstico da situação, em conjunto com a secretaria estadual e a secretaria municipal de saúde, além de outras instituições. A missão exploratória é realizada em articulação loco-regional com o setor de saúde e de forma intersetorial, visando estabelecer a magnitude do evento, os danos físicos e humanos causados, além de subsidiar o gabinete de crise da esfera federal na tomada de decisões e na definição das necessidades de resposta assistencial.
- Nível de resposta I: monitoramento, orientação técnica a distância e encaminhamento de insumos básicos necessários.
- Nível de resposta II: monitoramento, orientação técnica, operação local de suporte básico e avançado, com envio de profissionais.
- Nível de resposta III: monitoramento, orientação técnica, operação local de suporte básico e avançado de vida, envio de profissionais e Hospital de Campanha atendendo o nível de necessidade local.

## Atuações realizadas
Algumas das atuações da FN-SUS foram:
| Situação de calamidade                        | Local                          | Data      | Nível de resposta | Ações | Ref.  |
| --------------------------------------------- | ------------------------------ | --------- | ----------------- | --- | ----- |
| Incêndio na boate Kiss                        | Santa Maria, Rio Grande do Sul | 2013      | Nível II          | - Implementação de um Núcleo de Atenção Psicossocial em conjunto com as administrações do estado do Rio Grande do Sul e da cidade de Santa Maria. | [ 4 ] |
| Refugiados venezuelanos em Roraima            | Roraima                        | 2016      | Nível I           | - Atendimento em Saúde dos refugiados venezuelanos após o agravamento da crise imigratória. | [ 5 ] |
| Surto de febre amarela no Brasil em 2016-2017 | Minas Gerais                   | 2016-2017 | Nível II          | - Prestando atendimento à população, incluindo infectologistas. - Atendimento a casos suspeitos de febre amarela. - Visitas médicas dos casos internados. - Classificação de risco. - Treinamento de equipes médicas de hospitais e postos de saúde da região e de agentes comunitários de saúde. | [ 6 ] |
| Rompimento de barragem em Brumadinho          | Brumadinho, Minas Gerais       | 2019      | Nível I           | - Ampliação da rede de assistência psicossocial para atendimento à comunidade atingida pela tragédia | [ 7 ] |
| Enchentes no Rio Grande do Sul em 2024        | Rio Grande do Sul              | 2024      | Nível III         | - Implementação de 4 hospitais de campanha: em Canoas, Porto Alegre, São Leopoldo e Novo Hamburgo. - Envio de profissionais de saúde. - Atendimento a população. - Atendimento volante as vítimas. - Remoções aéreas. - Atendimentos psicossociais.                                               | [ 8 ] |